# Algrange
Algrange (in tedesco Algringen) è un comune francese di 6 438 abitanti situato nel dipartimento della Mosella nella regione del Grand Est.

## Storia

### Simboli
Lo stemma del comune è stato adottato nel 1962.
Il martello e il colore rosso simboleggiano l'industria metallurgica e, nello specifico, la siderurgia. Il drago, che richiama il fuoco delle fucine, è ripreso dallo stemma dell'abbazia di Saint-Vanne di Verdun, ricordando così che Algrange anticamente è stato un possedimento di questo monastero.

## Società

### Evoluzione demografica
Abitanti censiti